# Joseph Jacotot
Jean Joseph Jacotot, född 4 mars 1770, död 30 juli 1840, var en fransk pedagog.
Jacotot var professor i Louvain 1818-30 och utvecklade 1822 i Méthode d'enseignement universel en undervisningsmetod, som i främsta rummet tog sikte på minnets övande och stärkande. Jacotot ansåg att ett språks grunder borde läras genom noggrant inövande och analyserande av en viss text, för franskan François Fénelons Télémaque.